# 286 Dywizja Strzelecka (ZSRR)
286 Dywizja Strzelecka (ros. 286-я стрелковая дивизия) – związek taktyczny (dywizja) Armii Czerwonej.
Sformowana w 1941 w związku z niemieckim atakiem na ZSRR. Broniła Leningradu, walczyła pod Tichwinem i pod Siniawino. W 1944 brała udział w rozbiciu wojsk fińskich, następnie przerzucona (koleją przez Briańsk) na front do Polski. W 1945 roku razem z 135 Dywizją Strzelecką, 245 Dywizją Strzelecką i 92 Dywizją Strzelecką wchodziła w skład 115 Korpusu Strzeleckiego. W czasie walk na ziemiach polskich 286 DS dowodził gen. mjr Michaił Griszin. Dywizja uczestniczyła m.in. w ofensywie Armii Czerwonej rozpoczętej 12 stycznia 1945 roku, biorąc udział w przełamaniu niemieckich fortyfikacji Stellung a2. Następnie brała udział w bitwie o Opole. Działania bojowe zakończyła nad Łabą w Czechosłowacji.